# 卡尔斯帕克
卡尔斯帕克（法語：Carspach，法語發音：[kaʁspak] ⓘ）是法国上莱茵省的一个市镇，属于阿尔特基什区。

## 地理
卡尔斯帕克（47°36'55"N, 7°12'43"E）面积17.17 平方千米，位于法国大東部大區上莱茵省，该省份为法国东部内陆省份，是阿尔萨斯的一部分，今与下莱茵省组成了阿尔萨斯欧洲集体，其北临下莱茵省，西接孚日省，西南接贝尔福地区省，东侧沿莱茵河与德国相望，南与瑞士接壤。
与卡尔斯帕克接壤的市镇（或旧市镇、城区）包括：圣贝尔纳、艾德维莱尔、阿斯帕克、阿尔特基什、伊尔茨巴克、菲勒伦、巴莱尔斯多尔、埃格林根、阿根巴克。
卡尔斯帕克的时区为UTC+01:00、UTC+02:00（夏令时）。

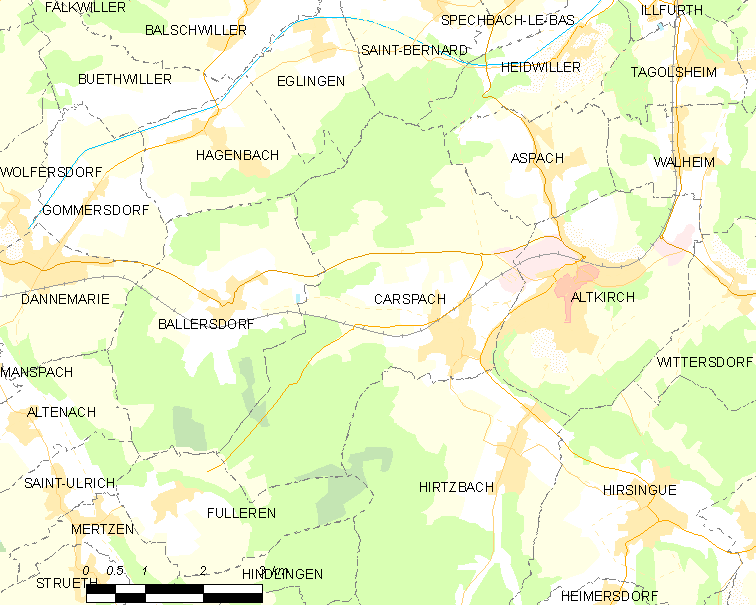
卡尔斯帕克的OSM定位图

## 行政
卡尔斯帕克的邮政编码为68130，INSEE市镇编码为68062。

## 政治
卡尔斯帕克所属的省级选区为阿尔特基什县。

## 人口

1962-2008年间卡尔斯帕克人口变化图示

卡尔斯帕克于2022年1月1日时的人口数量为2085人。